# دئونا، گجرات
دئونا، گجرات (انگلیسی: Deona) یک منطقه‌ی مسکونی در پاکستان است که در ناحیه گجرات واقع‌شده است.